# Eloise Wellings
Eloise Wellings, nata Poppett (White Plains, 9 novembre 1982), è una maratoneta e mezzofondista australiana.

## Biografia
Attiva nelle competizioni internazionali dal 1998, ha perso l'occasione di partecipare tre volte consecutive ai Giochi olimpici a causa di infortuni dal 2000 al 2008. È però riuscita a prendervi parte nelle edizioni di Londra 2012 e di Rio de Janeiro 2016. Ha inoltre preso parte a quattro edizioni consecutive dei Giochi del Commonwealth.

## Palmarès
| Anno | Manifestazione                      | Sede           | Evento         | Risultato | Prestazione | Note                                     |
| ---- | ----------------------------------- | -------------- | -------------- | --------- | ----------- | ---------------------------------------- |
| 1998 | Mondiali juniores                   | Annecy         | 3000 m piani   | 11ª       | 9'36"64     |                                          |
| 1999 | Mondiali allievi                    | Bydgoszcz      | 3000 m piani   | 4ª        | 9'05"05     |                                          |
| 2003 | Universiadi                         | Taegu          | 5000 m piani   | Oro       | 15'47"19    |                                          |
| 2006 | Giochi del Commonwealth             | Melbourne      | 5000 m piani   | 4ª        | 15'00"69    |                                          |
| 2010 | Giochi del Commonwealth             | Nuova Delhi    | 5000 m piani   | 5ª        | 16'11"97    |                                          |
| 2010 | Giochi del Commonwealth             | Nuova Delhi    | 10000 m piani  | 6ª        | 33'36"76    |                                          |
| 2011 | Mondiali                            | Taegu          | 10000 m piani  | dns       | dns         |                                          |
| 2012 | Giochi olimpici                     | Londra         | 5000 m piani   | Batteria  | 15'3"53     |                                          |
| 2012 | Giochi olimpici                     | Londra         | 10000 m piani  | 20ª       | 32'25"43    |                                          |
| 2014 | Giochi del Commonwealth             | Glasgow        | 5000 m piani   | 5ª        | 15'14"99    | Miglior prestazione personale stagionale |
| 2015 | Campionati oceaniani mezza maratona | Gold Coast     | Mezza maratona | Oro       | 1h10'10"    |                                          |
| 2015 | Mondiali                            | Pechino        | 5000 m piani   | 10ª       | 15'09"62    |                                          |
| 2016 | Mondiali mezza maratona             | Cardiff        | Mezza maratona | 12ª       | 1h10'47"    |                                          |
| 2016 | Giochi olimpici                     | Rio de Janeiro | 5000 m piani   | 9ª        | 15'01"59    |                                          |
| 2016 | Giochi olimpici                     | Rio de Janeiro | 10000 m piani  | 10ª       | 31'14"94    |                                          |
| 2017 | Mondiali                            | Londra         | 5000 m piani   | Batteria  | 15'25"92    |                                          |
| 2017 | Mondiali                            | Londra         | 10000 m piani  | 22ª       | 32'26"31    |                                          |
| 2018 | Giochi del Commonwealth             | Gold Coast     | 5000 m piani   | 8ª        | 15'39"02    |                                          |
| 2018 | Giochi del Commonwealth             | Gold Coast     | 10000 m piani  | 16ª       | 32'51"47    |                                          |
| 2022 | Giochi del Commonwealth             | Birmingham     | Maratona       | 4ª        | 2h30'51"    |                                          |

## Campionati nazionali
2006
- Oro ai campionati australiani, 5000 m piani - 15'16"60

2007
- Bronzo ai campionati australiani, 3000 m piani - 9'35"88

2009
- Argento ai campionati australiani, 3000 m piani - 9'16"50

2014
- Argento ai campionati australiani, 5000 m piani - 15'53"62

2015
- 5ª ai campionati australiani, 5000 m piani - 15'51"50

2016
- Oro ai campionati australiani di corsa su strada, 12 km - 39'07"

2017
- Bronzo ai campionati australiani, 10000 m piani - 32'41"96

2018
- Bronzo ai campionati australiani, 5000 m piani - 15'37"47

2021
- 8ª ai campionati australiani, 3000 m piani - 9'08"74

2022
- Argento ai campionati australiani, 10000 m piani - 33'00"87

## Altre competizioni internazionali
2006
- 4ª in Coppa del mondo ( Atene), 3000 m piani - 8'41"78
- 12ª ai Bislett Games ( Oslo), 5000 m piani - 15'11"73

2007
- 11ª al DN Galan ( Stoccolma), 5000 m piani - 15'59"64

2011
- 13ª al Prefontaine Classic ( Eugene), 5000 m piani - 15'41"49

2014
- 4ª in Coppa continentale ( Marrakech), 5000 m piani - 16'00"14
- 18ª al Memorial Van Damme ( Bruxelles), 3000 m piani - 8'54"11

2016
- 14ª al Memorial Van Damme ( Bruxelles), 5000 m piani - 15'05"42

2021
- 14ª alla Maratona di Londra ( Londra) - 2h29'42"
- 8ª alla Great Manchester Run ( Manchester) - 33'26"